# Михаилени (Симонешти)
Михаилени (рум. Mihăileni) насеље је у Румунији у округу Харгита у општини Симонешти. Oпштина се налази на надморској висини од 496 m.

## Становништво
Према подацима из 2011. године у насељу је живело 453 становника.